# Lake Park (Iowa)
Lake Park – miasto w Stanach Zjednoczonych, w stanie Iowa, w hrabstwie Dickinson. W 2000 roku liczyło 1023 mieszkańców.